# Hindawi Publishing Corporation
Die Hindawi Publishing Corporation war ein wissenschaftlicher Zeitschriftenverlag, der 1997 von zwei ägyptischen Wissenschaftlern gegründet und 2021 vom Verlagshaus John Wiley & Sons übernommen wurde. Er gehörte zu den Vorreitern der Open-Access-Bewegung, die wissenschaftliche Fachliteratur für jeden Interessierten zugänglich machen will. Hindawi gehörte zu den ersten Verlagen, die ausschließlich nach den Standards des Open Access publizieren (seit 2007). Auch gedruckte Zeitschriften sind gegen Entgelt erhältlich.
Einige der herausgeberischen Praktiken bei Hindawi stehen in der Kritik, so etwa die Tatsache, dass Zeitschriften bei Hindawi keinen wissenschaftlichen Editor-in-Chief haben und stattdessen von Hindawis redaktionellem Personal gesteuert werden sowie die Verwendung von Spam zur Einwerbung von Manuskripten und Herausgebern.
Anfang Januar 2021 gaben John Wiley & Sons bekannt, dass sie Hindawi Ltd. für 298 Mio. US$ erworben hatten. Ende 2022 verkündete Wiley, vorerst keine Sonderausgaben, die häufig von Betrügern ausgenutzt wurden, bei Hindawi mehr zu veröffentlichen. Im Dezember 2023 gab das Unternehmen bekannt, komplett auf die Verwendung des Markennamens Hindawi zu verzichten. Nach einer Analyse der Zeitschrift nature wurden alleine im Jahr 2023 mehr als 8.000 in Hindawi-Zeitschriften veröffentlichte Artikel zurückgezogen, womit Hindawi in der Analyse aller im Jahr zurückgezogenen Artikel stark herausstach.